# Iglesia de San Mateo (Walvis Bay)
La Iglesia de San Mateo o Iglesia anglicana de San Mateo (en inglés: St. Matthew's Anglican Church) es una iglesia anglicana en la Bahía de Walvis, en Namibia. Es parte de la Diócesis Anglicana de Namibia. Fundada en 1914, la iglesia es la segunda estructura más antigua aún en pie en la ciudad. En 2008, el edificio tenía problemas y una parroquia cada vez menor. A pesar de ser una de las estructuras más antiguas de la ciudad y de Namibia, no se ha registrado como monumento histórico para septiembre de 2008.